# Marie-Christiane Marek
Marie-Christiane Marek est une journaliste et productrice française de télévision spécialisée dans la mode. Créatrice de l'émission Paris Modes sur la chaîne Paris Première.

## Carrière
Durant les années 1980, elle collabore avec plusieurs magazines féminins de presse écrite dont principalement Depeche Mode ainsi qu'auprès de créateurs de la haute couture, organisant défilés ou leur accessoirisation, ce qui lui permet de connaître la plupart des grands stylistes du secteur.
En 1992, peu après la naissance de la chaîne Paris Première, elle crée, produit et présente la première émission hebdomadaire de cinquante-deux minutes consacrée à la mode, Paris Modes. En parallèle à l'actualité hebdomadaire, elle couvre également les principaux événements du prêt-à-porter et de haute couture, défilés et collections à Paris, Milan, Londres ou New York.  
En 2001, pionnière, elle lance la WebTV « The Mode TV » qui est la première web TV internationale sur l'actualité de toutes les modes, tendances, les défilés et les expos, en français et anglais avec des sujets d'1 min 30 s. À partir de mars 2005, elle produit, réalise et présente Tout sur la mode sur la chaîne télévisée France 2.  
En juillet 2011, Marie-Christiane Marek cède sa société à Relaxnews, agence de presse française spécialisée dans l'actualité des loisirs. Elle poursuit toutefois ses collaborations avec le même groupe Relaxnews, dont elle est nommée « senior advisor ». En 2012, elle propose et présente une chronique et des sujets pour l'émission Tellement fashion sur les chaînes NRJ 12 et NRJ Paris.
Elle crée l’association et l'événement annuel «  Les Sapins de Noël des créateurs » en 1995.

## Les Sapins de Noël des Créateurs
Créée et présidée par Marie-Christiane Marek, Les Sapins de Noël des créateurs est un événement qui réunit une fête fédératrice qui n’est autre que Noël et de grands créateurs, architectes ou encore designers.
De grands noms ont participé à cet événement au fil des années ; Dior, Chanel, Guerlain, Zaha Hadid, India Mahdavi, et bien d’autres noms.
Au delà de l'événement, Les Sapins de Noël des Créateurs est une association qui œuvre pour la bonne cause depuis sa création. Plusieurs associations et fondations ont pu, grâce aux fonds récoltés lors des ventes aux enchères, améliorer la vie des personnes atteintes de maladies demandant de lourds traitements.
Cela fait plus de deux décennies que Les Sapins de Noël des Créateurs offrent au public la possibilité de voir la créativité de ces artistes. Depuis sa création en 1995, plus de 700 sapins ont été créés et plus d’1 million d’euros ont été reversés pour des causes telles que Les Orphelins d’Auteuil - Maison d’Orly, L’enfant à l’hôpital - Fondation Carla-Bruni-Sarkozy, La Fondation Avec - Professeur David Khayat (recherche contre le cancer). En décembre 2015, Les Sapins de Noël des Créateurs ont été mis à l'honneur dans un documentaire du même nom diffusé sur Eurochannel.

## Référence bibliographique
- "Alla corte di re Moda" Daniela Fedi & Lucia Serlenga - Ouvrage italien (2008)
'E più facile fermare un battaglione di Chasseurs des Alpes della Marek decisa a farti un'intervista'; une confession de Valentino que l'on retrouve dans cet ouvrage.
- Jean-Jacques Picart "Des vies et des modes" Frédéric Martin-Bernard - Ouvrage Français (2012)
' Au-delà de cette relation, le témoignage de Marie-Christiane Marek livre un éclairage complémentaire sur l'évolution du secteur dans les années depuis vingt ans'